# 萨莎·布罗兹
亚历山德拉·萨莎·布罗兹（1968年10月19日—）是克罗地亚的一个戏剧和电视导演。她曾在克罗地亚多家剧院以及波斯尼亚和黑塞哥维那的一家剧院工作。

## 生平
萨莎·布罗兹是外交官亚历山大·米肖·布罗兹的女儿，同时也是南斯拉夫总统约瑟普·布罗兹·铁托与其第三任妻子赫塔·哈斯的孙女。她在萨格勒布出生并接受教育。她从小便对古典芭蕾产生兴趣，尽管父母并不支持她走这条路，但在与她关系密切、参与她成长过程的祖父铁托的支持下，她最终进入芭蕾学校学习。
她在莫斯科国立编舞学院完成研究生和深造课程，但因脚伤被迫结束芭蕾舞生涯，随后回到克罗地亚。在萨格勒布大学戏剧艺术学院开始学习戏剧导演，并在大学二年级时便开始导演生涯。
她曾在萨格勒布多家剧院工作，包括克罗地亚国家剧院和加维拉剧院，也曾在大戈里察的剧院任职。她还曾在克罗地亚以外的剧院工作，最知名的是波斯尼亚和黑塞哥维那的图兹拉国家剧院。在担任普拉的伊斯特里亚国家剧院艺术总监的两年任期内，该剧院在意大利和黑山的艺术节上获奖。2006年，普拉市政府终止她的职务。布罗兹提起诉讼，称该决定出于政治动机。她还曾执导第50届普拉电影节。克罗地亚广播电视台也聘请她担任动画电影的配音导演。2013年，她被任命为里耶卡的伊万·普拉尼奇·扎伊茨克罗地亚国家剧院的歌剧总监，这一决定遭到部分文化界人士的批评，包括达尔科·卢基奇和斯洛博丹·什奈德尔，他们指出布罗兹没有接受过歌剧导演的专业训练，也缺乏相关经验。
1994年—2000年，萨莎·布罗兹与演员兰科·齐达里奇结婚，两人育有1女。2006年，萨莎与父亲亚历山大·米肖·布罗兹为祖父约瑟普·布罗兹·铁托的姓名和签名申请商标权。萨莎表示，此举旨在维护祖父的尊严。